# Mário da Gama Kury
Mário da Gama Kury (Sena Madureira, Acre, 30 de dezembro de 1922 – Rio de Janeiro, RJ, 7 de outubro de 2016) foi um advogado, escritor e tradutor brasileiro. É considerado um dos maiores tradutores de clássicos gregos para o português brasileiro. Traduziu também obras de escritores europeus relacionadas à literatura grega em inglês e francês, além de ter escrito trabalhos originais sobre esse tema.

## Vida
Nasceu no Acre em 1922. Filho de imigrante libanês com mãe brasileira, formou-se em direito e, nos anos 1940, começou a trabalhar na empresa estatal Companhia Vale do Rio Doce, onde atuou como advogado por mais de 30 anos. Intelectual singular, Kury falava seis línguas fluentemente. Quando se aposentou em 1976, pôde se dedicar mais intensamente à paixão de toda a vida: a tradução de clássicos da literatura greco-romana, diretamente do original para o português. O amor à língua de Aristóteles surgiu ainda menino ao folhear livros em grego da coleção do pai. Já adulto, decidiu aprender a ler "aqueles caracteres diferentes" por conta própria.
A Academia Brasileira de Letras (ABL) recebeu 1.700 livros da coleção do tradutor em 2013.

## Obras

### Trabalhos originais
- Dicionário de Mitologia Grega e Romana, Rio de Janeiro, Zahar, 1984; 8.ª ed., 2009.
- O Grego no 2.º milênio, in Revista Filológica n. 7, 1957.
- Introdução à Oração à Coroa de Demóstenes, trad. Adelino Capistrano, Rio de Janeiro, Edições de Ouro, 1965.
- Introdução às Vidas de Alexandre e César de Plutarco, trad. Hélio Veiga, Rio de Janeiro, Edições de Ouro, 1965.
- Companhia Vale do Rio Doce: 40 anos. Rio de Janeiro, Nova Fronteira, 1982.

### Traduções diretas do grego

#### Tragédias
Ésquilo
- Agamêmnon, Rio de Janeiro, Zahar, 7.ª ed., 2006.
- Coéforas, Rio de Janeiro, Zahar, 7.ª ed., 2006.
- Eumênides, Rio de Janeiro, Zahar, 7.ª ed., 2006.
- Os Persas, Rio de Janeiro, Zahar, 3a. ed., 1992.
- Prometeu Acorrentado, Rio de Janeiro, Zahar, 6a. ed., 2009.

Sófocles
- Édipo Rei, in A trilogia tebana, Rio de Janeiro, Zahar, 14.ª ed., 2009.
- Édipo em Colono, in A trilogia tebana, Rio de Janeiro, Zahar, 14.ª ed., 2009.
- Antígona, in A trilogia tebana, Rio de Janeiro, Zahar, 14.ª ed., 2009.
- Eléctra, Rio de Janeiro, Civilização Brasileira, 1a. ed., 1958.
- Ájax, Rio de Janeiro, Zahar, 6a. ed., 2009.

Eurípides
- Ifigênia em Áulis, Rio de Janeiro, Zahar, 3a. ed., 1993;
- As Fenícias, Rio de Janeiro, Zahar, 3a. ed., 1993.;
- As Bacantes, Rio de Janeiro, Zahar, 3a. ed., 1993;
- Alceste, Rio de Janeiro, Zahar, 6a. ed., 2009.;
- Hécuba, Rio de Janeiro, Zahar, 6.ª ed., 2008.
- As Troianas, Rio de Janeiro, Zahar, 7.ª ed., 2007.
- Medeia, Rio de Janeiro, Zahar, 7.ª ed., 2007.
- Hipólito, Rio de Janeiro, Zahar, 7.ª ed., 2007.

#### Comédias
Aristófanes
- As Nuvens, Rio de Janeiro, Zahar, 3.ª ed., 2003.
- Só para Mulheres, Rio de Janeiro, Zahar, 3.ª ed., 2003.
- Um Deus Chamado Dinheiro, Rio de Janeiro, Zahar, 3.ª ed., 2003.
- As Vespas, Rio de Janeiro, Zahar, 3.ª ed., 2004.
- As Aves, Rio de Janeiro, Zahar, 3.ª ed., 2004.
- As Rãs, Rio de Janeiro, Zahar, 3.ª ed., 2004.
- A Greve do Sexo, Rio de Janeiro, Zahar, 7.ª ed., 2008.
- A Revolução das Mulheres, Rio de Janeiro, Zahar, 7.ª ed., 2008.
- A Paz, Rio de Janeiro, Edições de Ouro, 1968.

Menandro
- O Misantropo, Rio de Janeiro, Edições de Ouro, 1968.

#### Filosofia
Aristóteles
- Política, Brasília, Editora UnB, 1985; São Paulo, Editora Madamu, 2021.
- Ética a Nicômacos, Brasília, Editora UnB, 1985; São Paulo, Editora Madamu, 2020.

Marco Aurélio
- Meditações, Rio de Janeiro, Edições de Ouro, 1967.

Diógenes Laércio
- Vidas e Doutrinas dos Filósofos Ilustres, Brasília, Editora UnB, 3.ª ed., 1988.

#### Historiografia
- Tucídides: História da Guerra do Peloponeso, Brasília, Editora UnB, 3.ª ed., 1988; São Paulo, Editora Madamu, 2022.
- Políbio: História, Brasília, Editora UnB, 2.ª ed., 1988; Editora Madamu, 2023;
- Heródoto: História, Brasília, Editora UnB, 2.ª ed., 1988; São Paulo, Editora Madamu, 2023.

### Outras traduções
- Jacqueline de Romilly: Fundamentos de Literatura Grega, Rio de Janeiro, Zahar, 1984.
- Sir Paul Harvey: Dicionário Harvard de Literatura Grega e Latina, Rio de Janeiro, Zahar, 1987.
- Marcel Detienne: A Escrita de Orfeu, Rio de Janeiro, Zahar, 1991.
- J. V. Luce: Curso de Filosofia Grega, Rio de Janeiro, Zahar, 1994.